# Put Up or Shut Up
| Recensione       | Giudizio |
| ---------------- | -------- |
| AbsolutePunk.net | 81%      |
| AllMusic         | [ 1 ]    |
| Exclaim!         | Positivo |
| Melodic          | [ 4 ]    |
| Punknews.org     | [ 5 ]    |

Put Up or Shut Up è il secondo EP del gruppo musicale statunitense All Time Low. L'album ha venduto oltre 60000 copie.

## Tracce
Testi di Alex Gaskarth, musiche di All Time Low.
1. Coffee Shop Soundtrack – 3:01
2. Break Out! Break Out! – 3:03
3. The Girl's a Straight-Up Hustler – 3:38
4. Jasey Rae – 3:39
5. The Party Scene – 2:57
6. Running from Lions – 3:01
7. Lullabies – 4:03

Durata totale: 23:22
Edizione deluxe di iTunes
1. Coffee Shop Soundtrack (Acoustic remix) – 3:53
2. Jasey Rae (Acoustic) – 3:34

## Formazione
All Time Low
- Alexander William Gaskarth - voce, chitarra
- Jack Bassam Barakat - seconda voce, chitarra elettrica
- Zachary Steven Merrick - seconda voce basso
- Robert Rian Dawson - batteria

Cantanti aggiuntivi
- Tyler DeYoung - seconda voce
- Matta Parsons - seconda voce